# 索科爾
59°28′N 40°07′E / 59.467°N 40.117°E
索科爾（俄语：Со́кол）是俄羅斯沃洛格達州中南部的一個城市，位於蘇霍爾河畔，距沃洛格達214公里。2002年人口43,042人。
索科爾於1615年首見於文獻。1732年設市。